# Wellendominiertes Delta

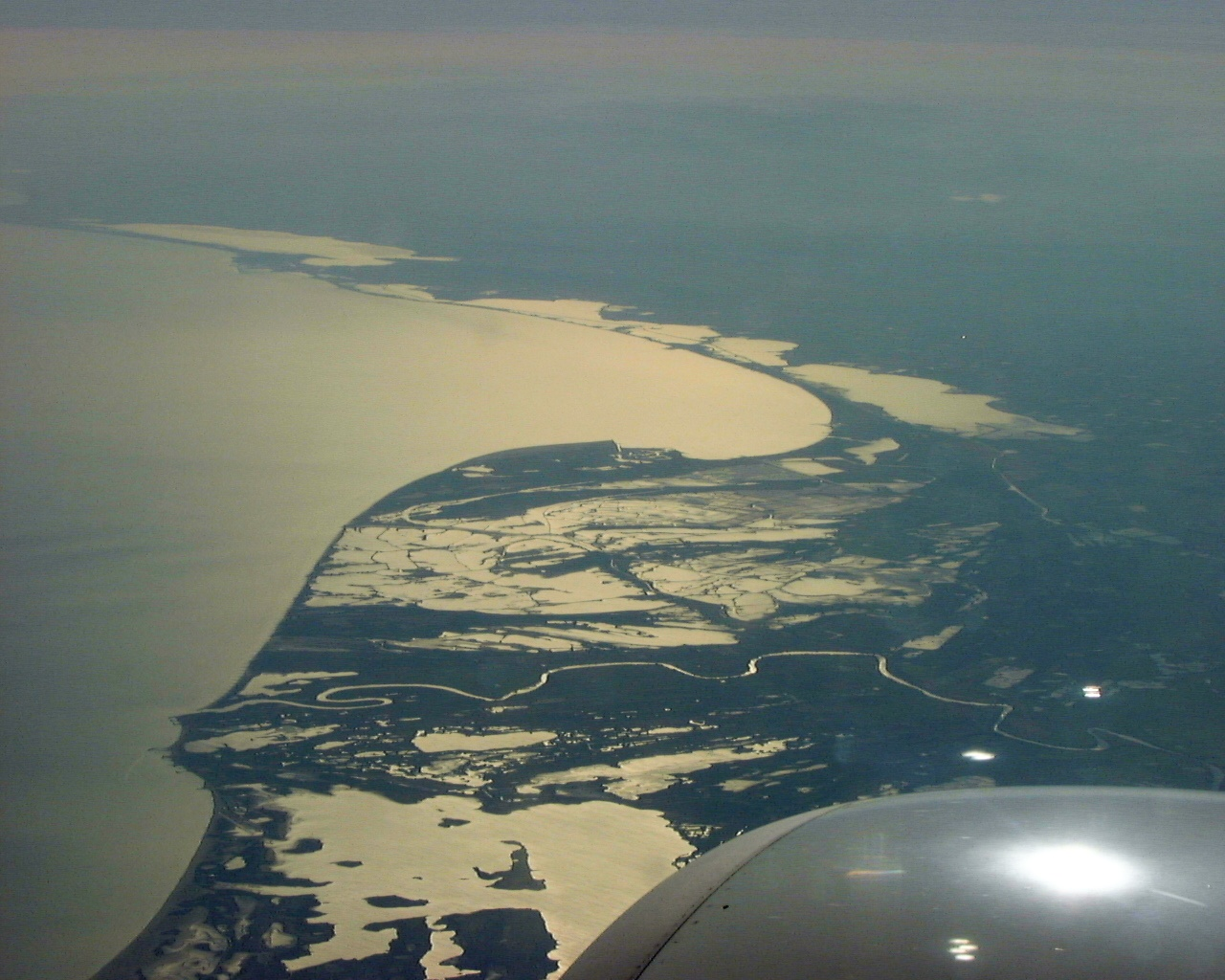
Rhône-Delta

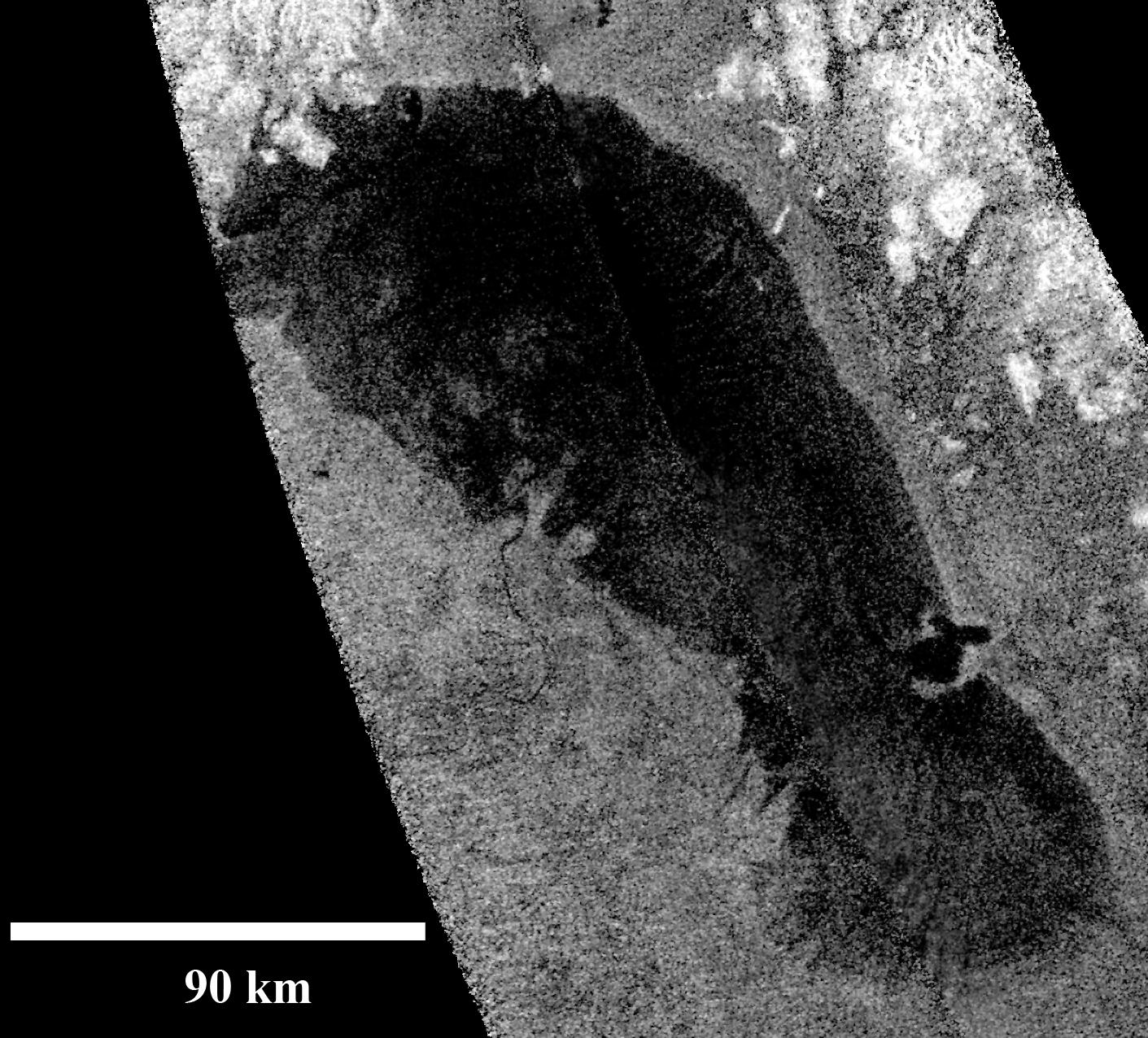
Radar-Abtastung des Methan-Ethan-Sees Ontario Lacus auf dem Saturnmond Titan. An seinem westlichen Ufer ist ein wellendominiertes Delta zu erkennen.

Ein wellendominiertes Delta entsteht, wenn küstenparallele Strömungen vorherrschen und das angelieferte Sedimentmaterial küstenparallel verfrachtet wird. Dadurch entstehen entlang der Küste große Sedimentansammlungen. Typisch für diese Deltaform ist die asymmetrische Form.

## Beispiele
- Rhône-Delta
- Delta am Westufer des Methan-Ethan-Sees Ontario Lacus auf dem Saturnmond Titan